# 銀心中
『銀心中』（しろがねしんじゅう）は、田宮虎彦の短編小説、およびそれを原作として1956年に日本で公開された映画。
田宮の「銀心中」は1952年2月「小説公園」が初出で、『異端の子 : 田宮虎彦小説集』（暮しの手帖社, 1953）に収録された。 

## ストーリー
佐喜枝と喜一は、夫婦で東京で理髪店を営んでいる。喜一の甥の珠太郎が、見習いとして一緒に働いている。戦争で喜一は召集され、フィリピンで戦死したという報が届く。戦後、佐喜枝と珠太郎は恋仲となり二人で理髪店を立て直す。だがある日、喜一が帰ってくる。珠太郎は東北の銀温泉へ行き、梅子という女にのめり込んで佐喜枝を忘れようとするが、佐喜枝は珠太郎を追ってくる。佐喜枝の宿主の源作は佐喜枝に同情し、佐喜枝が雪の中で死んだ時源作も上に折り重なって死んでいた。（映画版では源作の死は描かれず、佐喜枝と珠太郎が別々に死ぬことになる）
原作の冒頭に出てくる銀温泉の由来書きは、岩手県花巻の鉛温泉の由来書きをそのまま写したものである。

## スタッフ
- 監督・脚本：新藤兼人
- 原作：田宮虎彦
- 製作：山田典吾、糸屋寿雄
- 撮影：伊藤武夫
- 音楽：伊福部昭

## キャスト
- 佐喜枝、梅子：乙羽信子
- 珠太郎：長門裕之
- 喜一：宇野重吉
- 源作：殿山泰司
- 芳造：河野秋武
- 芳造の子供：堀込さなえ
- さく：利根はる恵
- 信代：北林谷栄
- おかみ：細川ちか子
- 清水屋の女中：相馬幸子
- 町内会長：下條正巳
- 隣組長：久松晃
- 栗本：菅井一郎
- 栗本の女房：小夜福子
- 見習いの少女：島田文子
- 小僧：野口一雄
- 職人：千代京二
- 白猿旅館の下女：田中筆子
- 白猿旅館の女中：若原初子
- 伊東の店の主人：清水一郎
- 伊東の店の職人：近藤宏
- しろがねの警官：河上信夫
- めしやの女：小田切みき
- 栗本理髪店の客：浜村純
- 喜一の店の客：下元勉
- 職人風の客：安部徹
- うどん屋の客：山田禅二、三鈴恵以子
- 温泉旅館の女中：新井麗子

## テレビドラマ

### 1962年版
1962年11月1日と11月8日の2回に渡って、日本テレビ系列の『武田ロマン劇場』（武田薬品工業一社提供。木曜20:45 - 21:30）で放送された。出演は小山明子、穂積隆信、川津祐介。演出は梅谷茂。
| 日本テレビ系列 武田ロマン劇場 | 日本テレビ系列 武田ロマン劇場 | 日本テレビ系列 武田ロマン劇場 |
| 前番組                        | 番組名                        | 次番組                        |
| ----------------------------- | ----------------------------- | ----------------------------- |
| 女紋                          | 銀心中 （1962年版）           | 新説山崎街道                  |

### 1970年版
1970年5月30日から同年6月13日まで、東京12チャンネル（現：テレビ東京）の『新藤兼人劇場』（土曜21:00 - 21:56）で放送された。全3回。

#### 出演者
- 太地喜和子[2]
- 河原崎長一郎[2]
- 殿山泰司[2]
- 河原崎建三[2]

#### スタッフ
- 原作：田宮虎彦[2]
- 脚本：新藤兼人[2]
- 演出：吉村公三郎[2]

| 東京12チャンネル 新藤兼人劇場 | 東京12チャンネル 新藤兼人劇場 | 東京12チャンネル 新藤兼人劇場 |
| 前番組                        | 番組名                        | 次番組                        |
| ----------------------------- | ----------------------------- | ----------------------------- |
| 誘惑                          | 銀心中 （1970年版）           | 女は魔もの                    |